# Kazimira (roślina)

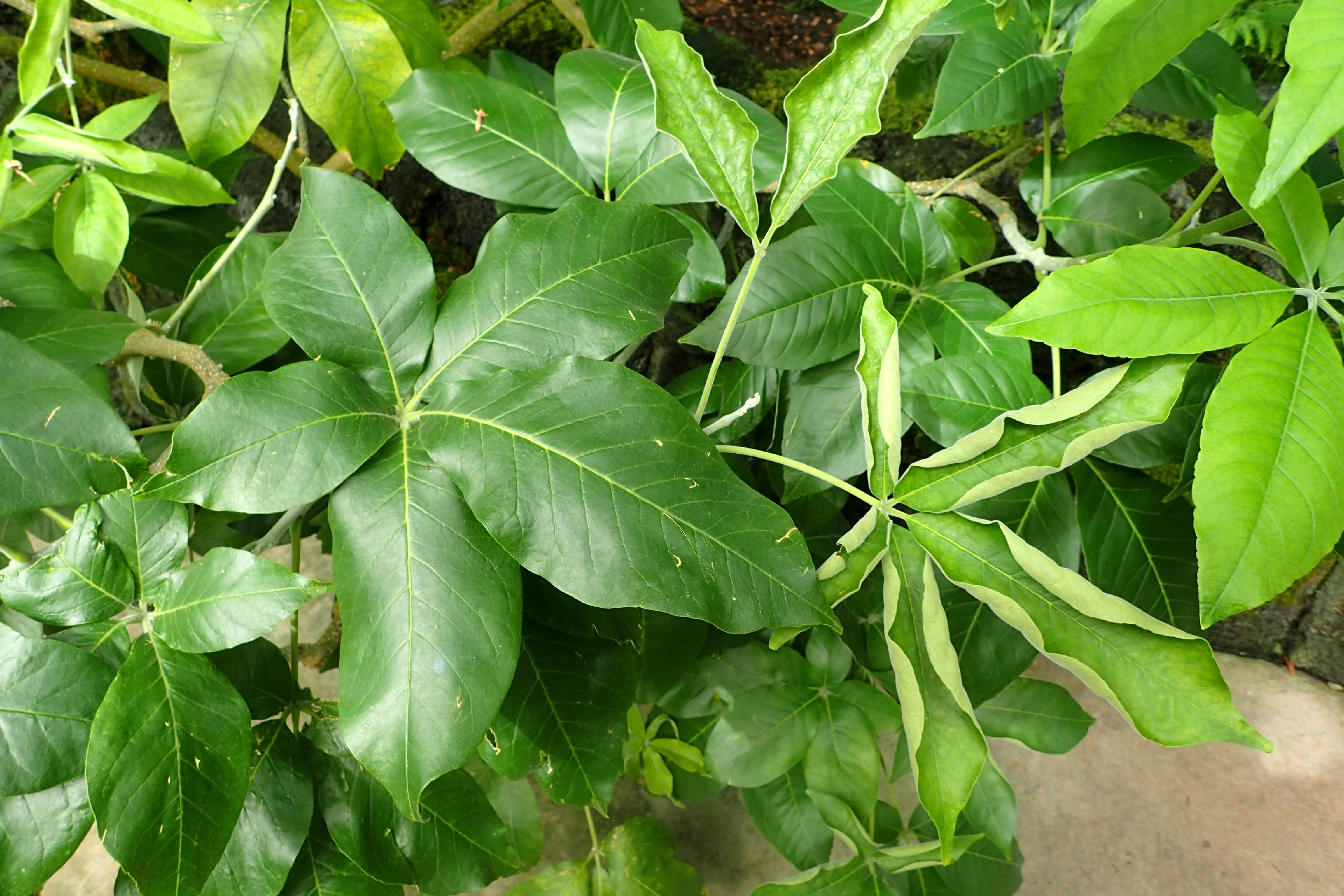
Casimiroa tetrameria

Kazimira (Casimiroa La Llave) – rodzaj roślin należący do rodziny rutowatych. Obejmuje 10 gatunków. Rosną one w południowej części Ameryki Północnej, od Teksasu na północy po Kostarykę na południu. Występują zwykle na terenach wyżej położonych.
Znaczenie użytkowe ma kazimira jadalna uprawiana jako drzewo owocowe. Jej owoce, przypominające niedojrzałe jabłko  mają słodko-kwaśny smak i służą jako dodatek do deserów, do aromatyzowania napojów mlecznych i lodów. Spożyte w znacznych ilościach mają ułatwiać zasypianie. Zawierają glukozyd, któremu przypisywane jest działania uspokajające i nasenne.

## Morfologia
PokrójDrzewa i okazałe krzewy. Pozbawione cierni.
LiścieSkrętoległe, zrzucane w porze suchej, ale też należą tu rośliny wiecznie zielone naprzeciwległe. Blaszka liściowa dłoniasto złożona, zwykle z 3–5 listkami (rzadko z pojedynczym listkiem lub większą ich liczbą – do 8).
KwiatyPojedyncze lub (częściej) zebrane w wyrastające w kątach liści oraz na szczytach pędów wiechowate kwiatostany. Kwiaty obupłciowe lub jednopłciowe. Działek kielicha zrośniętych u nasady jest od czterech do sześciu. Płatki korony w liczbie pięciu, rzadko czterech, mają barwę białą. Pręcików jest pięć. Ich nitki są obłe a pylniki sercowate. U ich podstawy znajduje się dysk miodnikowy. Zalążnia jest górna, ale zanurzona w dysku, składa się z jednej do pięciu komór, w każdej rozwija się pojedynczy zalążek. Szyjka słupka jest krótka, zwieńczona główkowatym znamieniem.
OwocePrzypominające jabłka jagody lub pestkowce. Zawierają zwykle od dwóch do pięciu jednonasiennych pestek.

## Systematyka
Rodzaj z rodziny rutowatych Rutaceae, w której obrębie klasyfikowany jest do podrodziny Amyridoideae Arnott.
Wykaz gatunków
- Casimiroa calderoniae F.Chiang & Medrano
- Casimiroa dura A.Pool & Coronado
- Casimiroa edulis La Llave – kazimira jadalna
- Casimiroa emarginata Standl. & Steyerm.
- Casimiroa greggii (S.Watson) F.Chiang
- Casimiroa microcarpa Lundell
- Casimiroa pringlei (S.Watson) Engl.
- Casimiroa pubescens Ramírez
- Casimiroa tetrameria Millsp.
- Casimiroa watsonii Engl.